# Moravia (Schiff)
Die Moravia war ein Passagierdampfer, den die Hamburg-Amerikanische Packetfahrt-Actien-Gesellschaft (Hapag) 1883 ankaufte und als Auswandererschiff für die Überfahrt  in die Vereinigten Staaten von Amerika nutzte. Der Name Moravia steht für die lateinische Bezeichnung von Mähren.
Das Dampfschiff hatte einen eisernen Rumpf mit zwei Masten mit einer Hilfsbeseglung und einen Schornstein. In der 1. Klasse waren Kapazitäten für 100 Passagiere; im Zwischendeck für die Auswanderer konnten 1200 Fahrgäste transportiert werden.

## Geschichte
Das Schiff wurde 1883 in Glasgow bei der Werft A. & J. Inglis Ltd gebaut. Der Stapellauf als dritte Bengore Head für die Ulster Steamshipping Company fand am 4. August 1883 statt. Noch während der Ausrüstung wurde das Schiff, wie schon 1881 ihre kleinere Namensvorgängerin (die Bohemia), an die HAPAG verkauft.
Schon am 18. November 1883 trat das in Moravia umbenannte Schiff seine erste Reise zwischen Hamburg und New York an. Das Schiff wurde hauptsächlich auf dieser Route eingesetzt.  Am 1. Juli 1886 erfolgte der erste Einsatz der Moravia und eines Schiffes der Hapag zwischen Stettin und der US-Metropole. Die über Göteborg und Christianssand geführte Route sollte skandinavische Auswanderer ansprechen und die diesen Markt beherrschenden britischen Reedereien zu Verhandlungen über die Auswandererquoten zwingen. Nach zwei weiteren Abfahrten von Hapag-Schiffen zu den folgenden Monatsanfängen kam es zu Verhandlungen und einer neuen Vereinbarung hinsichtlich des Auswandererverkehrs über Hamburg, den der gerade neu zur Hapag gekommene Passagedirektor Albert Ballin mit seiner eigenen Firma, britischen Reedereien über England und der Hamburger Reederei von Edward Carr erheblich zum Nachteil der Hapag intensiviert hatte. Im folgenden Jahr wurden auf der Moravia und der ähnlichen Bohemia erstmals auf Hapagschiffen die großen Schlafsäle im Zwischendeck zugunsten von Abteilen aufgegeben, einer Einrichtung die auch schon die übernommenen Schiffe der Adler-Linie hatten.
Vom 10. bis 29. Mai 1893 machte die Moravia nochmals eine Fahrt von Stettin über Christianssand nach New York, als die Hapag 1893 erneut diese Route regelmäßig befuhr.
Im Herbst 1896 gehörte das Schiff zu denen, die von der Hapag erstmals von Genua zum La Plata eingesetzt wurden. Allerdings wurde diese Route schnell wegen unbefriedigender Geschäftsergebnisse eingestellt.
Überwiegend wurde das Schiff aber zwischen Hamburg und New York im sogenannten Union-Dienst eingesetzt, den die Hapag zusammen mit der Reederei Rob. M. Sloman betrieb. Zu ihrer letzten Fahrt unter der Hapag-Flagge auf dieser Route verließ die Moravia Hamburg am 25. September 1898.

## Verkauf und Ende
Noch 1898 wurde die Moravia an die Hamburger Reederei Rob. M. Sloman verkauft, die eine Umbenennung des Schiffes in Parma plante.  Auf einer Fahrt nach Halifax lief die mit Zucker und Stückgut beladene Moravia aber schon am 12. Februar 1899 auf eine Untiefe nahe Sable Island. Dem vom 6 Meilen entfernten Leuchtturm alarmierten Rettungsboot der Insel gelang die Bergung der Besatzung, von der nur der 2. Offizier an Land an Erschöpfung starb.
 Die Moravia zerbrach und sank.

## Trivia
Das Schiff erlangte vor allem durch die Tatsache traurige Berühmtheit, dass es im Jahre 1892 in der Nacht vom 17. auf den 18. August den Hamburger Hafen ungeachtet der seinerzeit dort herrschenden Choleraepidemie verließ. Auf See gab es 22 Opfer der Krankheit, die zur Empörung der New Yorker auf hygienische Mängel in der Hamburger Trinkwasserversorgung zurückzuführen waren.